# Ismet Bajramović
Ismet Bajramović zvani Ćelo (Sarajevo, 26. travnja 1966. – Sarajevo, 17. prosinca 2008..) bivši je komandant Vojne policije Armije Republike Bosne i Hercegovine.

## Životopis
Ismet Bajramović je rođen u Sarajevu, 26. travnja 1966. godine. Odrastao je uz dvije sestre i brata. Išao je u Osnovnu školu Franjo Kluz na Koševskom brdu, a poslije toga upisao je Strojarsku tehničku na Marijinom dvoru. Još u osnovnoj školi izdavajao se od ostale djece ponajviše svojom fizičkom građom i snagom. Navodno je još kao učenik četvrtog osnovne štitio svoju raju iz razreda od onih koji su završavali osmi razred, pa čak i onih koji su bili srednjoškolci, a dolazili da osnovcima otmu koji dinar. 
Još kao srednjoškolac u Strojarskoj školi, početkom osamdesetih godina prošlog stoljeća, Ćelu je pratio glas jednog od najžešćih sarajevskih uličnih mladića tog doba. Prvi put je osuđen 1985. godine zbog silovanja. Poslan je u Zenicu na izdržavanje kazne. U to vrijeme u zeničkom zatvoru bili su i kasniji osnivači SDA i njene sive eminencije, Omer Behmen i Hasan Čengić.
Početkom rata, Ćelo se istakao u dvije odlučujuće bitke za Sarajevo. Prvo, 02. svibnja 1992. godine kada se na Skenderiji vodila bitka za Predsjedništvo BiH sa niškim specijalcima JNA. Tom prilikom jedan od specijalaca je zarobio Ćelu i svjestan da se našao u totalnom okruženju sarajevskih branitelja, tražio da ga "zarobljenik Ćelo" sprovede do njegovih u Vojnu bolnicu, koja je još uvijek bila pod kontrolom JNA. Drugu značajnu ulogu je imao u Pofalićkoj bitki 16. svibnja 1992. godine, kada su njegovi i Topini vojnici zoljama i osama prvi razbili srpske bunkere.
Neposredno pred rat u Bosni i Hercegovini, Ismet Bajramović počinje raditi za kasnijeg ministra unutarnjih poslova Republike Bosne i Hercegovine Aliju Delimustafića, kao utjerivač dugova, da bi na početku rata bio postavljen za zamjenika komandanta Vojne policije Kerima Lučarevića, a kad je Lučarević unaprijeđen, Bajramović je preuzeo njegovu dužnost. U prvoj čistki koja je napravljena u Armiji RBiH, Ćelo je ostao "neraspoređen". Tada su podnesene i prve krivične prijave protiv njega i Fahrije Karkina, koji je u Vojnoj policiji bio pravni savjetnik. Optuženi su za kriminal, dok je Bajramović bio terećen i zbog ubojstva vojnika Armije RBiH Zorana Vučića. U međuvremenu je Bajramović ranjen snajperskim hicem u grudi i uz pismenu saglasnost vođe bosanskih Srba, Radovana Karadžića, izmješten na liječenje u Anconu. Karkin je osuđen na pet godina zatvora i - amnestiran. 
Ismet Bajramović iz Italije odlazi na Zapad. Nakon što se vratio u Sarajevo, pričao je da je u Njemačkoj držao dva restorana u kojima su nastupale estradne zvijezde, predvođene Halidom Bešlićem i Harisom Džinovićem. Ono što nije pričao jeste da je u Njemačkoj suđen zbog organiziranog kriminala.
U Sarajevu je kupio kafe Estradu, registrirao firmu i počeo se baviti "biznisom". Na Ilidži, 31. ožujka 2000. godine, u restoranu Brajlović ubijen je Rahman Hajdarpašić Rašo, bivši folk pjevač. Za ubojstvo je optužen Ismet Bajramović, Mahir Rađo i Mevsud Ličina. U tom procesu, Bajramovića je 4. veljače 2001. godine sarajevski sudija Salem Miso osudio na 20 godina zatvora. U zatvoru je proveo pet godina. Do odlaska u zatvor zbog ubojstva Rahmana Ajdarpašića, Ismet Bajramović je važio za najpoznatijeg prijestolničkog kriminalca, bliskog vlasti SDA i samoj obitelji Alije Izetbegovića.
U obnovljenom postupku 2005. godine, presuda mu je ukinuta i proces je vraćen na početak. Posljednje godine života proveo je uglavnom u bolnici. Tri godine kasnije, 17. prosinca 2008., Bajramović je izvršio samoubojstvo pucavši sebi u sljepoočnicu iz pištolja u svom stanu u Sarajevu. Uzrok tog čina ni danas nije poznat.

## Vanjske poveznice
- Biografija: Ismet Bajramović Ćelo: Od utjerivača dugova do "biznismena" (bhdani.com)